# 杢

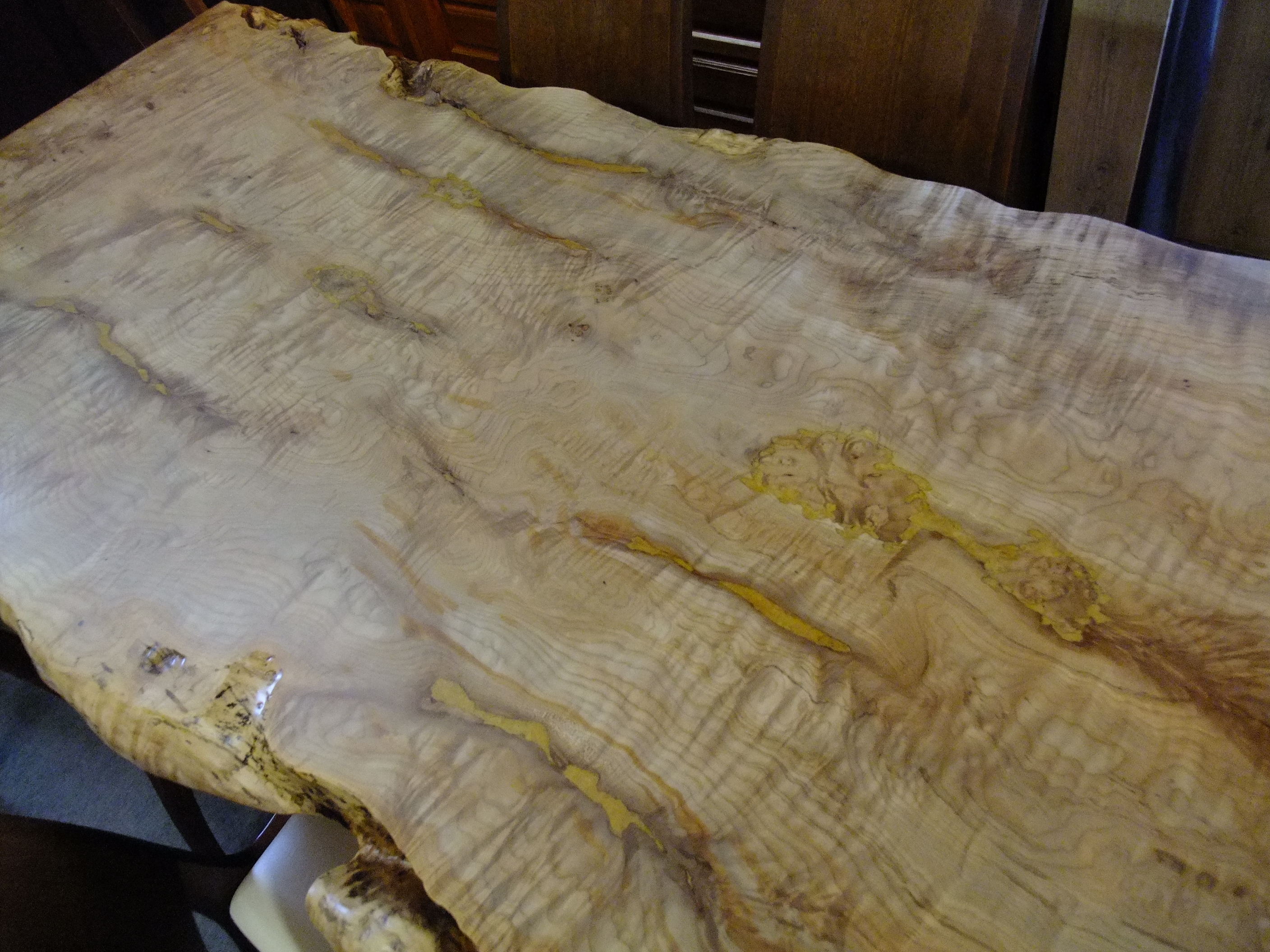
カエデの一枚板に現れた杢

杢（もく）、杢目（もくめ）またはフィギュア(英語:figure [fɪɡjər])とは木材の木目・木理のうち、柾目とも板目とも異なって稀に現れる複雑な模様のものを指す。その希少価値・審美的価値から珍重される。原木の中で生ずる局部的なねじれや湾曲のある箇所、または瘤の部分などを切り出した際に現れ、これは木の切り出し方によっても決定的な影響を受ける。
また、「杢」の字は木工の合字であり、和製漢字である。この場合は木工職人、大工を指す。

## 種類と呼び名
ナラなどの「虎斑（とらふ）」、カエデなどの「鳥眼杢（ちょうがんもく、とりめもく）」、トチノキやカエデなどの「波状杢（はじょうもく）」や「縮み杢」、ケヤキなどの「玉杢（たまもく）」、ハルニレの「葡萄杢」、ツゲノキの「虎杢」「孔雀杢」などが知られる。地域的・文化的背景やその分野・用途により様々な呼び方があり、その意味する所は往々にして完全には一致しない。ここでは西洋の呼び名と日本での呼び名の対応を大まかに示す。
bird's eye
バーズアイ。鳥の目の意。鳥眼杢。日本の木材業者の間では「バーザイ」と訛る場合も。
blister
ブリスター。火膨れ、水膨れの意。バーズアイより大きくキルトよりは小さい円形。
burl
バール。瘤。
curl
カール、縮み。リボンのように捻れたものを特にribbon curl、ねじれ杢、曲り杢などと呼ぶ。
dimple
さざ波の意。波状杢。
fiddleback
フィドルすなわちヴァイオリンの裏板をさす。カエデ材の縮み杢。ある程度目が細かく均一なもの。
flame
フレイム、フレーム。見る位置と光の辺り加減により炎のように揺れる様から。ある程度の目の太さを持ったものを指す。特に太いものをwide flameとも。
ghost
ログハウスの外壁や床の暗い色の木の上に連続して現れる明るい部分を指す。幽霊の足跡から。
pin stripe
ピンストライプ。かなり細目で直線的な縞模様を指す。日本では縮み杢は「一寸八縮み」(3センチメートルに対して8本の筋)が理想であるとする言い回しがあるが、その程度から更に細いものまでを含む。
quilted
キルト、クゥイルト。大柄の玉杢。
silver grain
銀杢。虎斑(とらふ)。ブナ科にみられる。
spalted
スパルト、スポルト。虫穴などからバクテリアによる汚れが入った為に暗い縞模様を呈したもの。
tiger stripe
タイガー・ストライプ。虎杢(とらもく)、虎目(とらめ)。縞模様全般を意味する。

### 板材の例

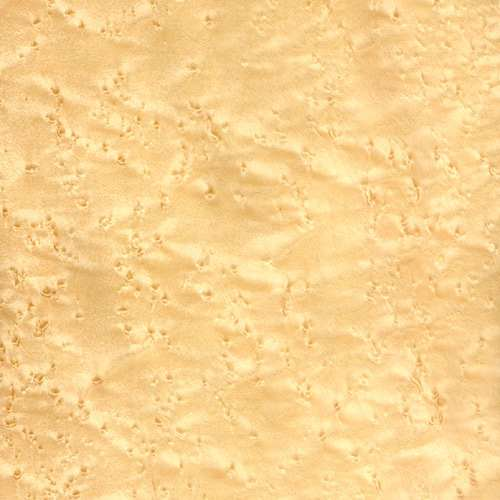
Birdseye maple
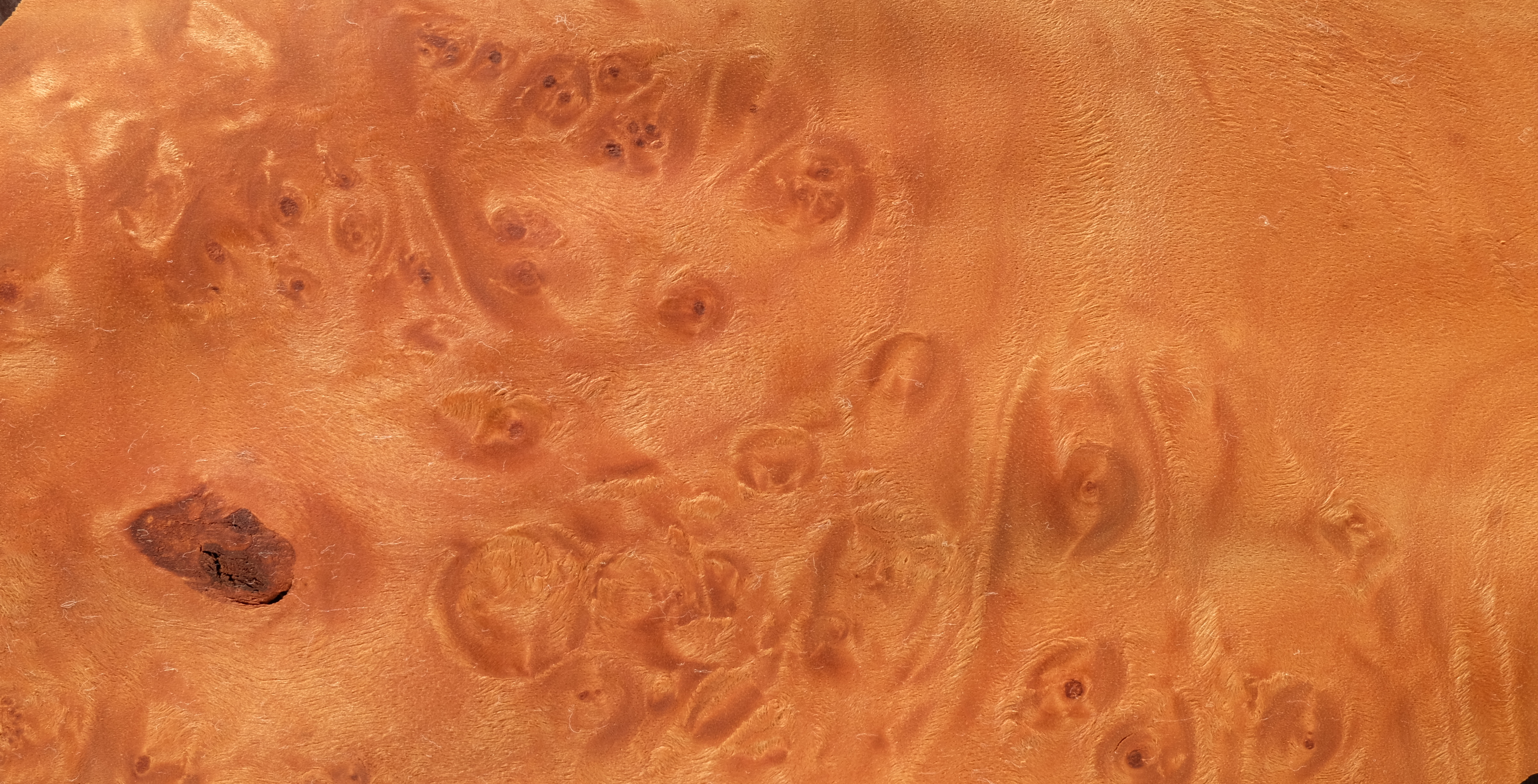
Maple burl, 一部に玉杢も認められる
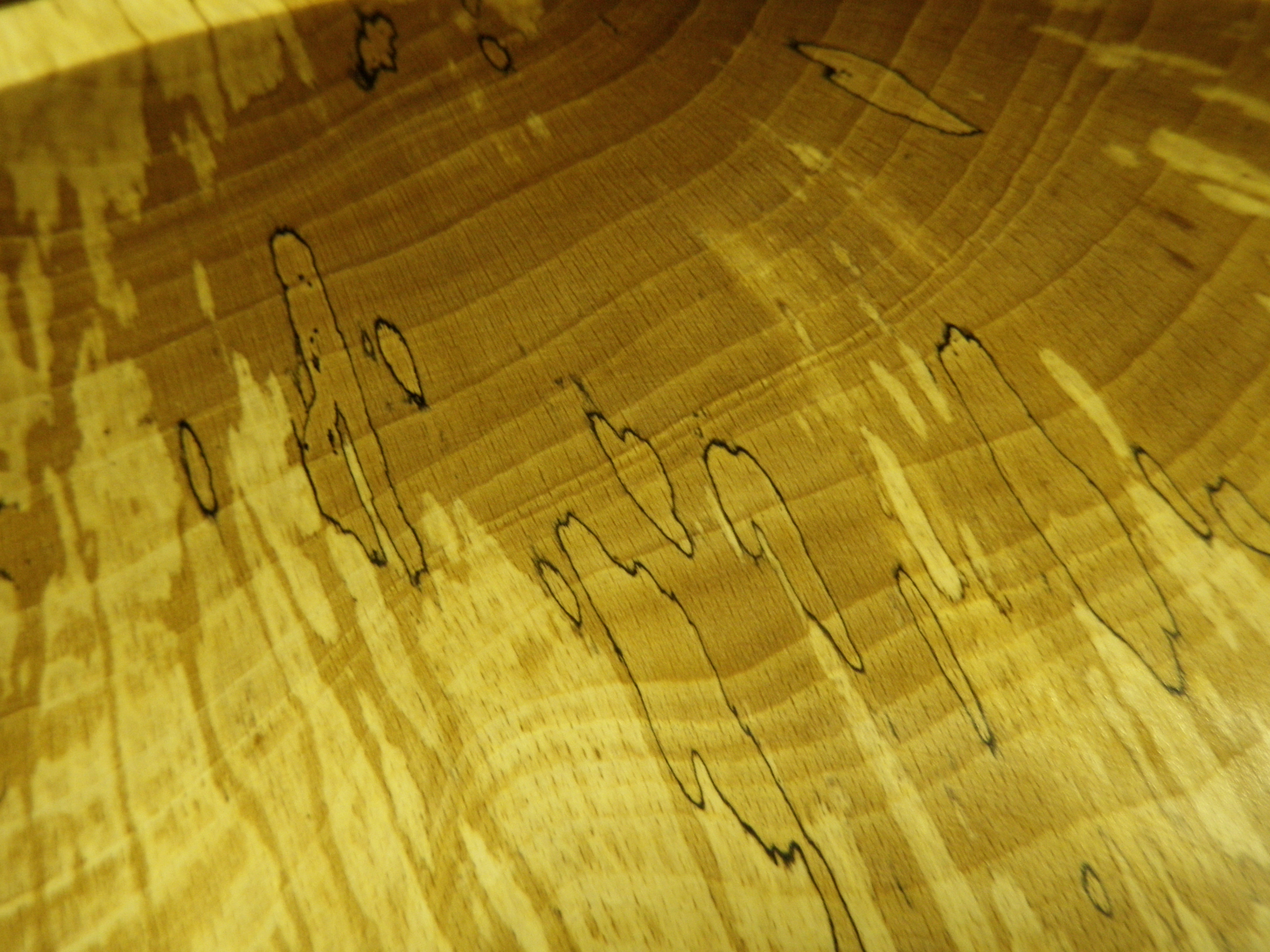
スパルト材の部分

### 楽器での使用例

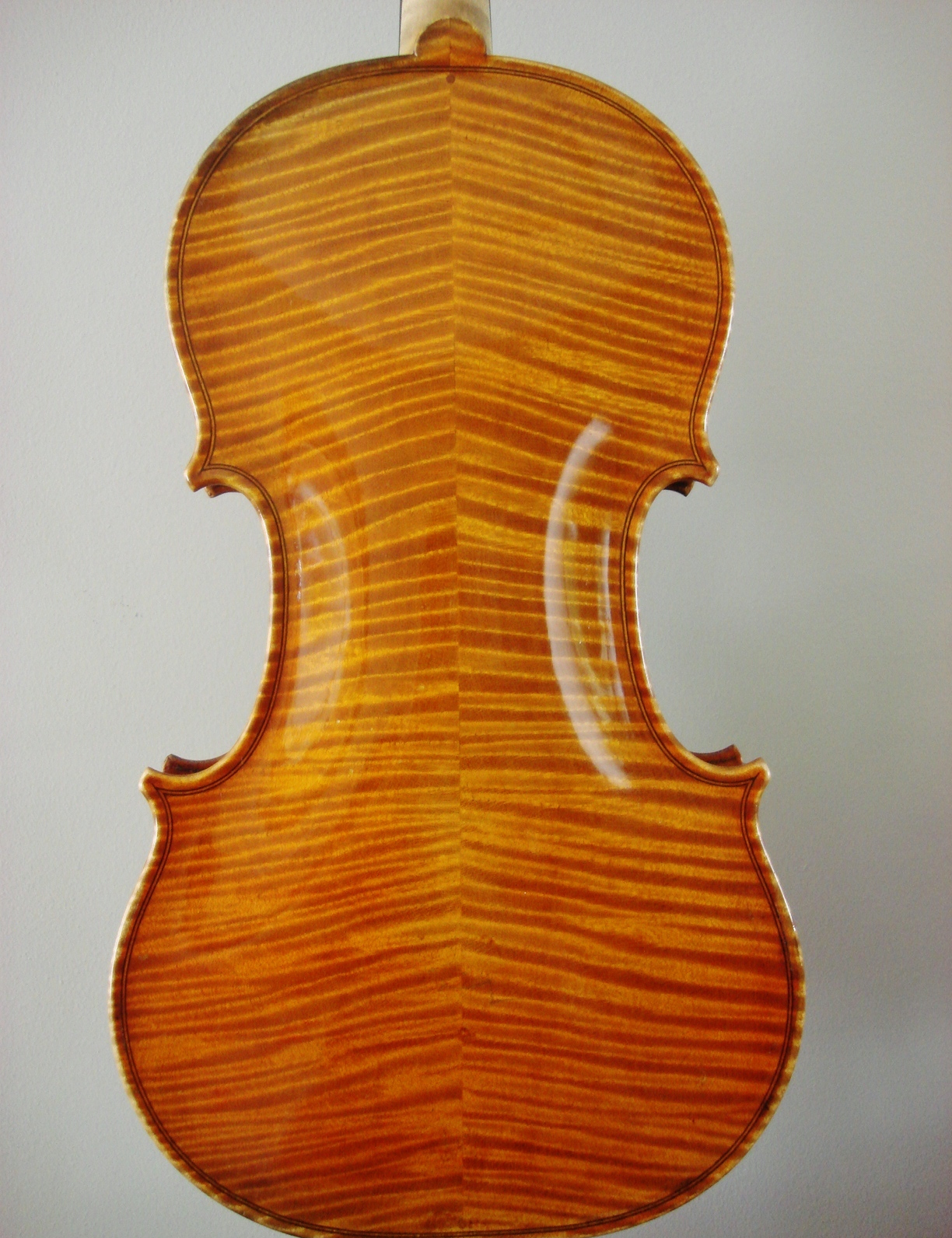
ヴァイオリンの裏面、フィドルバック。
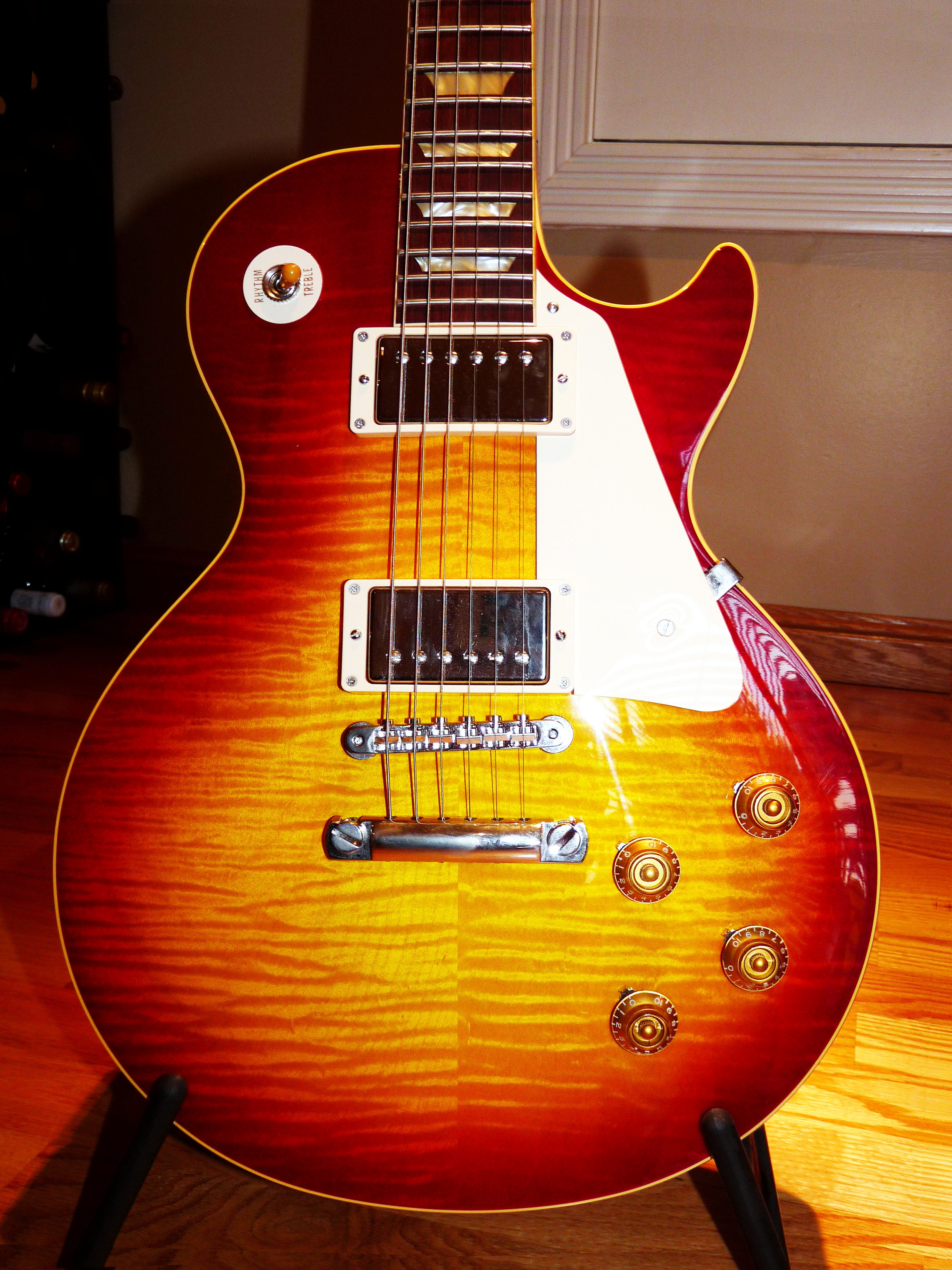
Flame maple, エレクトリック・ギターの表面
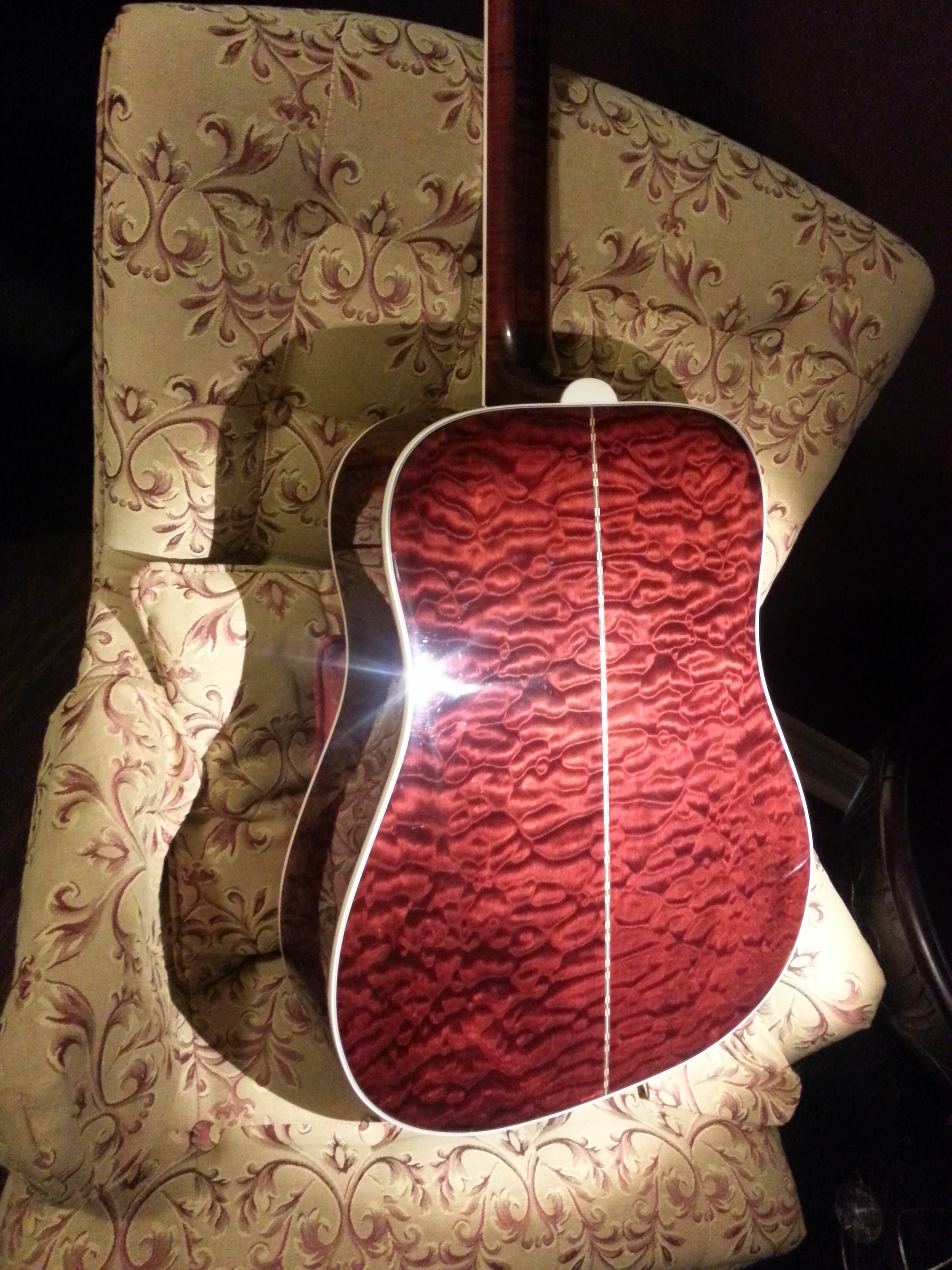
Quilted maple, アコースティック・ギターの裏面

### 家具等での使用例

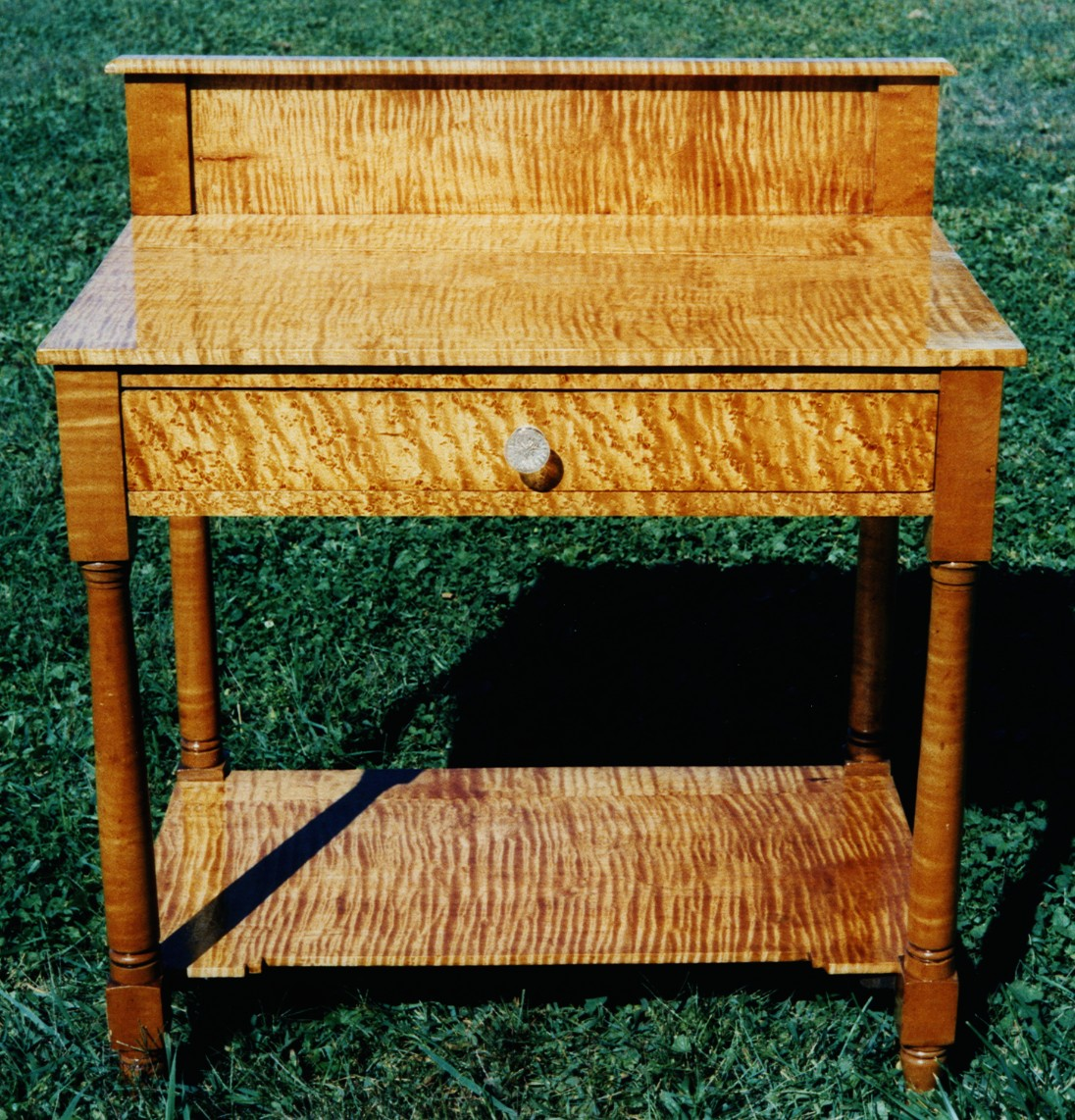
洗面台。全面に渡るカール、引き出しの部分にバーズアイも認められる。
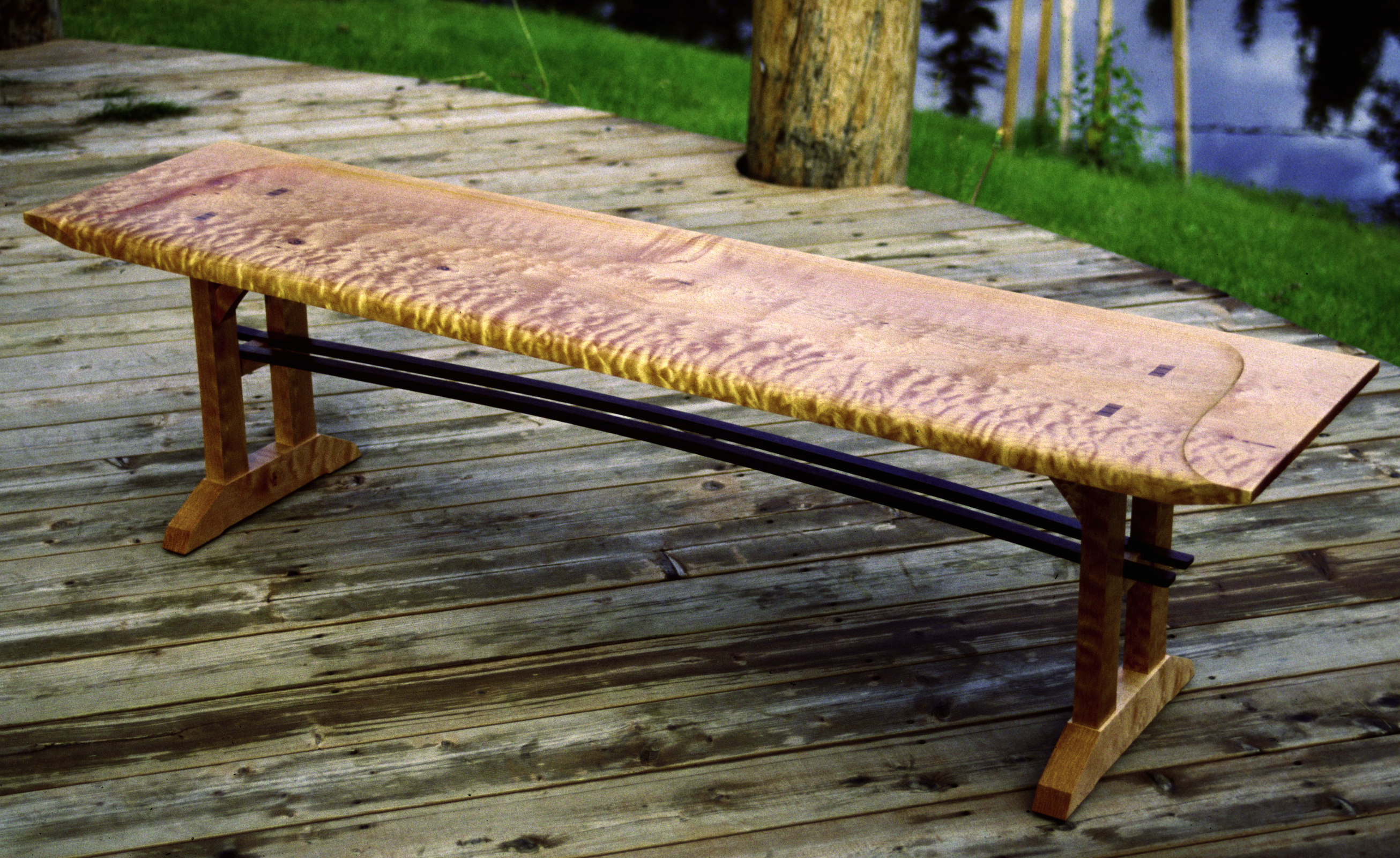
ベンチ。Curly maple
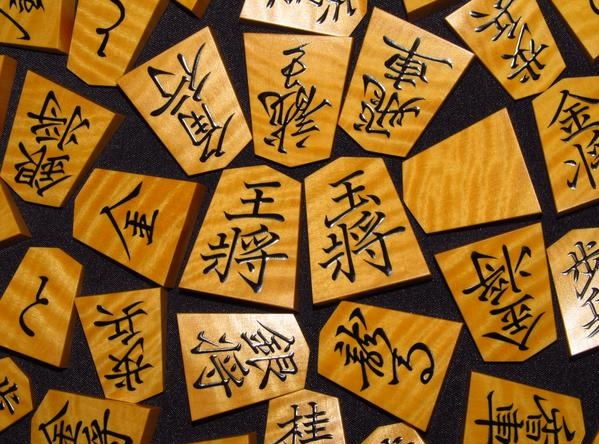
黄楊でつくられた高級な将棋駒、大竹竹風作

## 心理的・実用的効果
家具や楽器などにこれらの木材が用いられた場合、強度的または音響的な利点が強調される事はむしろ稀であり、やはりその主たる目的は審美的なものであると言える。強度的にはむしろ不利である場合もある。
しかし、ある意味では派手で素人好みではあるが、その一見して解る美しさから、それらに対する知識や審美眼を持たない者にもその制作物の価値をアピールする事が出来る。そのため、価値が解らない者が所有・保管するに至った際にも、大切に取り扱われる可能性が増え、何世代にも渡って使われる製品の製品寿命を延ばすことに繋がりうる。見た目にも美しいヴァイオリンの名器などの場合は機能と音色が損なわれずに成熟し、長期的価値が伸びていく可能性が増す。

## その他
- 中杢(ナカモク) - 建築用語で、板の中央が板目、両端が柾目となった木目柄を指す。和室の天井板によく用いられる。良材に付加価値はあるが、希少価値とまでは言えず、本項の杢とは意味合いが異なる。
- 杢色 - 濃淡2色で撚り合わせたもしくは織り交ぜた糸を用いた、洋服などの生地。「杢グレー」など。